# Konrad Grebel
Konrad Grebel (ur. ok. 1498, zm. 1526 w Maienfeld) – syn wpływowego szwajcarskiego kupca, jeden z założycieli ruchu anabaptystów. 

## Dzieciństwo i młodość
Konrad Grebel urodził się prawdopodobnie w Grüningen w Kantonie Zurych, w rodzinie Jakuba i Dorothei (Fries) Grebel, jako drugie z sześciorga dzieci. Dzieciństwo spędził w Grüningen, a około 1513 r. wraz z rodzicami przybył do Zurychu. Kilka lat spędził za granicą studiując. Ożenił się w 1522 r., a w 1523 r. został chrześcijańskim kaznodzieją.

## Wykształcenie
Przypuszcza się, że Grebel uczęszczał do szkoły o nazwie "Carolina" przy katedrze w Zurychu. W październiku 1514 r. rozpoczął studia w Bazylei, gdzie uczył się pod kierunkiem humanisty Heinricha Loritiego. Ojciec Grebela uzyskał dla swego syna od cesarza Maksymiliana stypendium na studia w Wiedniu. Grebel studiował tam od 1515 do 1518 r., by następnie rozpocząć studia w Paryżu. Spędził tam dwa lata. Ojciec, usłyszawszy o rozwiązłym stylu życia swego syna, zażądał jego powrotu do Zurychu. Konrad powrócił tam w 1520 r. Pomimo sześciu lat studiów, nie uzyskał żadnego tytułu ani stopnia naukowego.

## Działalność reformatorska
Około 1521 r. w Zurychu związał się ze środowiskiem humanistów, skupionych wokół Ulricha Zwinglego. Gdy Zwingli rozpoczął reformę kościoła w Zurychu, Grebel wraz z grupą towarzyszy przyłączył się do niego. W 1523 r. w środowisku reformatorów doszło do rozłamu. Grebel, Feliks Manz i Jerzy Blaurock stanęli na stanowisku, że chrzest powinien być udzielany wyłącznie osobom świadomie wierzącym, podczas gdy Zwingli pozostał na tradycyjnej pozycji, broniąc chrztu niemowląt. Grebel i jego towarzysze udzielili sobie nawzajem chrztu 21 stycznia 1525 r. W tym samym roku zostali uwięzieni. W 1526 r. skazano ich na dożywocie, ale udało im się zbiec. Wkrótce po ucieczce z więzienia, latem 1526 r. Grebel zmarł.